# キクタショウ
キクタショウ（きくたしょう）は、日本の浪曲漫才。
メンバーは当初は大蔵雲門下で浪曲師をしていたがタイヘイトリオ、宮川左近ショー、ジョウサンズ等の浪曲漫才トリオの結成ブームにあやかり1963年頃に結成された。メンバー編成は当初は3人だったが4人なりその後もメンバーの離合集散を繰り返し昭和40年代中ごろまで活動した。「ロマンスキクタショウ」と称した事もあった。

## メンバー
最初は秀夫を中心に二三夫、三津夫の3人でスタート、すぐに四志夫が加わりったがうまくいかず一夫と幸夫加えた。
- 菊田 秀夫（きくた ひでお、本名・原実、1940年 - ）リーダー

福岡県の生まれ、小学校卒業後、大蔵雲となり1951年大阪四天王寺会館で初舞台。「アントニオ菊田」と名乗った事もあった。トリオ解消後は河内音頭の世界に入った。
- 菊田 二三夫（きくた ふみお、本名・花岡京二、1943年 - ）

奄美大島の生まれ、メンバー脱退後は漫才をやったりしたがその後ベラムーチョの名で漫談に転じた。
- 菊田 三津夫（きくた みつお、本名・前田良一、1941年 - ）アコーディオン担当。

奈良県の生まれ、1963年に広島県府中市東映で初舞台。ショウ解消後は占い師の傍ら屋台のラーメン屋に転業。一時テレビで取り上げられ話題になり1977年2月5日にキングレコードの目に留まり「屋台のおっちゃん」名義でレコード「デンデラリュウ」をリリース。一時一世を風靡した。
- 菊田 四志夫（きくた よしお、本名・岡村一嬉、1941年 - ）

愛媛県の生まれ、1963年？に大阪市寺田町のキャバレー「コロンボ」で初舞台。脱退後は廃業。
- 菊田 一夫（きくた かずお、本名・岡村一夫、1939年 - ）

大阪府の生まれ、1963年に新世界新花月で初舞台。脱退後は廃業。「ジャイアントタキ」と名乗った事もあった。
- 菊田 幸夫（きくた ゆきお、本名・原幸夫、1950年 - ）

兄は秀夫でそのツテでメンバー入り、1967年に片山津パラディ演芸場で初舞台。脱退後は廃業。